# Аннув (Люблінське воєводство)
Аннув (пол. Annów) — село в Польщі, у гміні Закшев Люблінського повіту Люблінського воєводства.
Населення — 241 особа (2011).
У 1975-1998 роках село належало до Замойського воєводства.

## Демографія
Демографічна структура станом на 31 березня 2011 року:
|          | Загалом | Допрацездатний вік | Працездатний вік | Постпрацездатний вік |
| -------- | ------- | ------------------ | ---------------- | -------------------- |
| Чоловіки | 107     | 28                 | 68               | 11                   |
| Жінки    | 134     | 28                 | 68               | 38                   |
| Разом    | 241     | 56                 | 136              | 49                   |